# 朱元旭
朱 元旭（しゅ げんきょく、479年 - 545年）は、北魏から東魏にかけての官僚。字は君昇。本貫は楽陵郡。

## 経歴
諸子や史書を渉猟して、いくつかの問題を解明した。清河王常侍を初任とした。太学博士・員外散騎侍郎に任じられた。たびたび高句麗に対する使者をつとめた。尚書度支郎中に任じられた。520年（神亀3年）、郎に選ばれながら精勤しない者が処分されたが、元旭は辛雄・祖瑩・羊深・源子恭らとともに才能を買われて留任となった。まもなく鎮遠将軍の位を加えられ、尚書右丞を兼ね、郎中・青州中正となった。関西都督の蕭宝寅が「率いる軍は10万におよぶが、糧食は1月しかない」と報告すると、孝明帝はその理由を糾明させた。諸官はその罪を元旭に押しつけた。元旭が入朝すると、御前でかがんで資料を指し示して数え、蕭宝寅の兵の糧食が1年分を超えることを証明すると、許しを得た。通直散騎常侍の位を受けた。528年（永安元年）、平東将軍・光禄大夫の位を受け、尚書左丞に任じられた。後に司農少卿に転じ、衛将軍・左光禄大夫の位を受けた。天平年間、再び尚書左丞に任じられた。東魏が汲郡・河内郡の黄河を挟む地に義州を立て、西魏から帰順した人々を住まわせると、元旭は使持節・驃騎将軍・義州刺史に任じられた。545年（武定3年）夏、義州で死去した。享年は67。驃騎将軍・幽州刺史の位を追贈された。
子の朱敬道は、武定年間に司徒長流参軍となった。

## 伝記資料
- 『魏書』巻72 列伝第60
- 『北史』巻45 列伝第33